# Włókno nerwowe czuciowe
Włókno nerwowe czuciowe, włókno nerwowe aferentne, włókno nerwowe dośrodkowe – włókno nerwowe przewodzące impulsy nerwowe do ośrodkowego układu nerwowego od receptorów unerwiających narządy wewnętrzne, mięśnie szkieletowe, skórę i stawy.